# Chlorochaeta insulana
Chlorochaeta insulana är en fjärilsart som beskrevs av Inoue 1986. Chlorochaeta insulana ingår i släktet Chlorochaeta och familjen mätare. Inga underarter finns listade i Catalogue of Life.